# マリンディ
マリンディ（Malindi）はケニア南東部の旧海岸州のキリフィ (カウンティ)の都市。人口は11万9859人（2019年）。かつては多くのムスリム商人が来訪し、貿易を通じて栄えた。

## 人口
- 1969年8月24日：1万757人
- 1979年8月24日：2万3275人
- 1989年8月24日：3万4047人
- 1999年8月24日：5万3805人
- 2009年8月24日：8万4150人

## 地勢・産業
インド洋に面した小さな港市で、国内における流通の拠点の一つである。
現在は観光客を多く集める。近隣の都市としては、約100キロ南西にモンバサが位置している。

## 歴史
ムスリム商人によるインド洋貿易が盛んになると、モンバサ、キルワなどと並ぶアフリカ東岸の港市の一つとして栄えた。
- 12世紀、イドリーシーの記録にマリンディの名が見られる[2]。
- 1418年頃、南海遠征を行った明朝の鄭和の船団の一部が来訪した。麻林（=マリンディ）から「麒麟」を運び永楽帝に献上したことが記録に遺っている。
- 15世紀末1497年、この都市にポルトガルのヴァスコ・ダ・ガマが訪れ[3]、ムスリムの水先案内人アフマド・イブン・マージドを雇ってインドのカリカット（コーリコード）へ到達した。

ムスリム商人の活動が衰えたこと、ポルトガル商人がアフリカ東岸の活動拠点をモンバサにおいたこと、内乱などによってマリンディの繁栄は失われた。

## 観光
南部の海沿いには白い砂浜と多彩なサンゴ礁と熱帯魚があるマリンディ海中国立公園があり、1979年にワタム海中国立公園と共に生物圏保護区に指定された。